# Pignataro Interamna
Pignataro Interamna – miejscowość i gmina we Włoszech, w regionie Lacjum, w prowincji Frosinone.
Według danych na rok 2004 gminę zamieszkiwało 2447 osób, 102 os./km².